# Репихово (деревня, Московская область)
Репихово — деревня в Сергиево-Посадском районе Московской области России, входит в состав городского поселения Хотьково.

## Население
| 1859 | 1886 | 1890 | 1899 | 1926 | 2002 | 2006 | 2010 |
| ---- | ---- | ---- | ---- | ---- | ---- | ---- | ---- |
| 102  | ↗133 | ↗266 | ↘116 | ↗238 | ↘150 | ↘37  | ↗162 |

## География
Деревня Репихово расположена на севере Московской области, в юго-западной части Сергиево-Посадского района, примерно в 41 км к северу от Московской кольцевой автодороги, 12,5 км к юго-западу от железнодорожной станции Сергиев Посад и 4 км к югу от железнодорожной станции Хотьково, по левому берегу реки Вори бассейна Клязьмы.
В 4,5 км юго-восточнее деревни проходит Ярославское шоссе М8, в 12 км к югу — Московское малое кольцо А107, в 18 км к северу — Московское большое кольцо А108, в 29 км к западу — Дмитровское шоссе А104. Менее, чем в 1 км к западу — пути Ярославского направления Московской железной дороги.
Ближайшие сельские населённые пункты — посёлок Репихово, деревни Арханово и Короськово.
К деревне приписано пять садоводческих товариществ (СНТ).

## История
В «Списке населённых мест» 1862 года — казённая деревня 1-го стана Дмитровского уезда Московской губернии по правую сторону Московско-Ярославского шоссе (из Ярославля в Москву), в 37 верстах от уездного города и 12 верстах от становой квартиры, при реке Воре, с 18 дворами, фабрикой и 102 жителями (49 мужчин, 53 женщины).
По данным на 1890 год — деревня Морозовской волости 1-го стана Дмитровского уезда с 266 жителями.
В 1913 году — 36 дворов и фабрика Шатрова.
По материалам Всесоюзной переписи населения 1926 года — центр Репиховского сельсовета Хотьковской волости Сергиевского уезда Московской губернии в 4,3 км от Ярославского шоссе и станции Хотьково Северной железной дороги, проживало 238 жителей (122 мужчины, 116 женщин), насчитывалось 46 крестьянских хозяйств.
С 1929 года — населённый пункт Московской области в составе:
- Репиховского сельсовета Сергиевского района (1929—1930)[15],
- Репиховского сельсовета Загорского района (1930—1954)[16][17],
- Митинского сельсовета Загорского района (1954—1963, 1965—1991)[18][19],
- Митинского сельсовета Мытищинского укрупнённого сельского района (1963—1965)[18],
- Митинского сельсовета Сергиево-Посадского района (1991—1994)[19],
- Митинского сельского округа Сергиево-Посадского района (1994—2006)[20],
- городского поселения Хотьково Сергиево-Посадского района (2006 — н. в.)[21][22].